# Athletes nyanzae
Athletes nyanzae är en fjärilsart som beskrevs av Hans Rebel 1904. Athletes nyanzae ingår i släktet Athletes och familjen påfågelsspinnare. Inga underarter finns listade i Catalogue of Life.